# Micio Tempio 2000
Micio Tempio 2000 è il 20° album discografico di Brigantony, pubblicato nel 1992.

## Tracce
1. Prefazione – 2:35
2. A monica disperata – 2:12
3. Sirinata vastasa – 3:28
4. A futtuta all'inglese – 2:31
5. A minata di li dei – 5:33
6. A fillidi – 1:54
7. A clori – 1:41
8. Ponziu pilatu – 1:06